# Commander in Chief
Commander in Chief è un singolo della cantante statunitense Demi Lovato, pubblicato il 14 ottobre 2020.

## Tracce
Testi e musiche di Demi Lovato, Eren Cannata, Justin Tranter, Julia Michaels e Finneas O'Connell.
1. Commander in Chief – 3:15